# حسن صلاح
حسن صلاح متخلص به سوران (۱۳۲۰ بوکان - ۱۳۸۸ کرج) نویسنده، مترجم، شاعر و استاد دانشگاه‌های تهران و لندن بود.

## زندگی‌نامه
دکتر حسن صلاح سوران فرزند ابراهیم خان صلاح در سال ۱۳۲۰ خورشیدی در شهر بوکان از خانوادهٔ سرشناس به دنیا آمد. او در کنار پدرش به تحصیلات ابتدایی و متوسطه پرداخت. سوران از طایفۀ سلطان بیگی منطقه بوکان بود، برادر او دکتر علی گلاویژ شاعر و اقتصاددان کُرد است و همچنین پدرش پروفسور ابراهیم خان صلاح نیز در زمان جمهوری مهاباد فرمانده ارتش این جمهوری بود.
دکتر حسن صلاح در سال‌های ۱۳۴۲ تا ۱۳۴۴ یک جلد کتاب به نام «دیوان سوران» را در شهر تبریز به چاپ رساند.از اثار ارزشمند ایشان  میتوان بە کتاب های چاپ شدە ذیل اشارە کرد:
١ـ کتابخانە سوران
٢ـ بیان
٣ـ ادبیات زبان کردی
٤ـ فرهنگ کردی بە فارسی
٥ـ بالە کولارە
٦ـ شجرە نامە طایفە فیض اللە بیگی سال ١٣٤٦،
٧ـ 
و دە ها مقالە و ترجمە بە زبان های انگلیسی، آلمانی، فرانسە، ایتالیایی و کردی.

دکتر صلاح بعد از تحصیل در ایران، به منظور تحصیلات عالی به لندن رفت و در آنجا مشغول به تحصیل در رشته زبان انگلیسی شد. او بعد از بیست سال زندگی در خارج از کشور بالاخره به ایران بازگشت و با مدرک دکتر در دانشگاه‌های مختلف کشور تدریس می‌نمود.
حسن صلاح به هفت زبان دنیا که عبارتند از انگلیسی، فرانسوی، هلندی، آلمانی، فارسی، روسی و نروژی مسلط بود.

## مرگ
حسن صلاح متخلص به سوران در سال ۱۳۸۸ در منزل شخصی خود در شهر کرج بر اثر سکته قلبی درگذشت. قبل از مرگ او توسط عده‌ای از دانشجویان دانشگاه‌های تهران و اروپا کاندید دریافت جایزه صلح نوبل شده بود.